# Haapavesi
Haapavesi là một đô thị của Phần Lan.
Đô thị này nằm ở tỉnh Oulu trong vùng Bắc Ostrobothnia. Đô thị này có dân số 7.818 người với diện tích là 1.085,79 km² trong đó có 38,14 km² là diện tích mặt nước. Mật độ dân số là 7.2 người trên mỗi km².
Đô thị này chỉ sử dụng tiếng Phần Lan.
Thị xã có 8000 dân và có lễ hội nhạc dân gian Haapavesi, quy tụ các nhạc sĩ nhạc dân gian trên khắp thế giới. Khu vực này cũng là nơi trượt tuyết.